# 袋头纲
袋头纲（学名：Thylacocephala，取自希腊语（袋）和（头）的意思），是一类独特的已滅絕底栖型海生节肢动物。由於袋頭綱是一個在1980年代才建立起來的分類單元，相關物種的研究歷史還很短。
本綱物種具有左右对称的巨大非钙质双瓣頭胸甲，包裹着全身；一对大且圓胖的複眼，陷於頭胸甲前的凹槽中；三对大的捕食足，8-16对游泳足，8对鳃以及分节的体节。此前发现的化石材料多数仅保存壳体，因而目前其分类主要依据其壳体形态和表面的壳饰。其化石记录最早可能在寒武纪（如郑和虾），自志留纪至白垩纪以来多样性一直较低，关于其分类位置和生态特性也一直存在争议
。
最早期的袋頭綱物種化石估計出現於晚寒武世，但要到下志留世的海洋群落的出現，才可以肯定牠們的存在。作為一個生物群組，牠們存活至上白堊世。
除此以外，有關袋頭綱物種在解剖學的基礎方面、生活模式及與其他甲殼亞門物種的關係，至今仍有很多不確定性。

## 分類
Class: Thylacocephala
- 属 Ainiktozoon

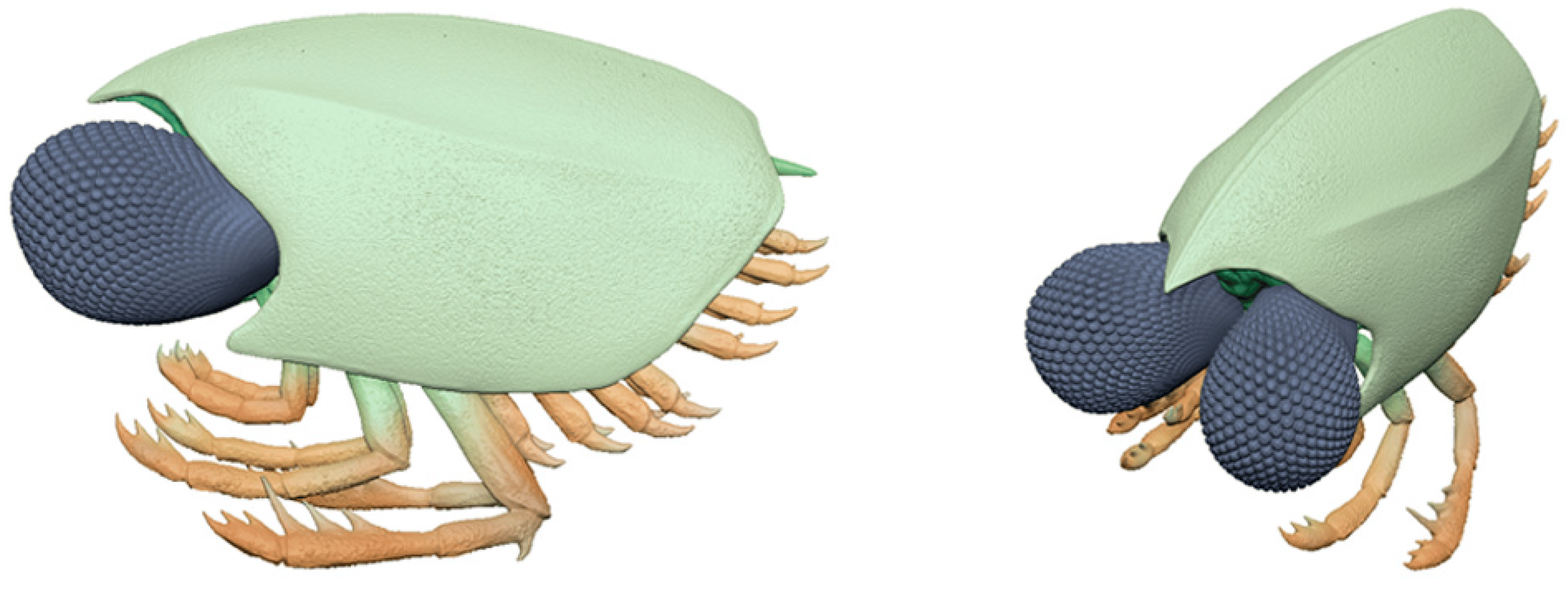
Ankitokazocaris lariensis

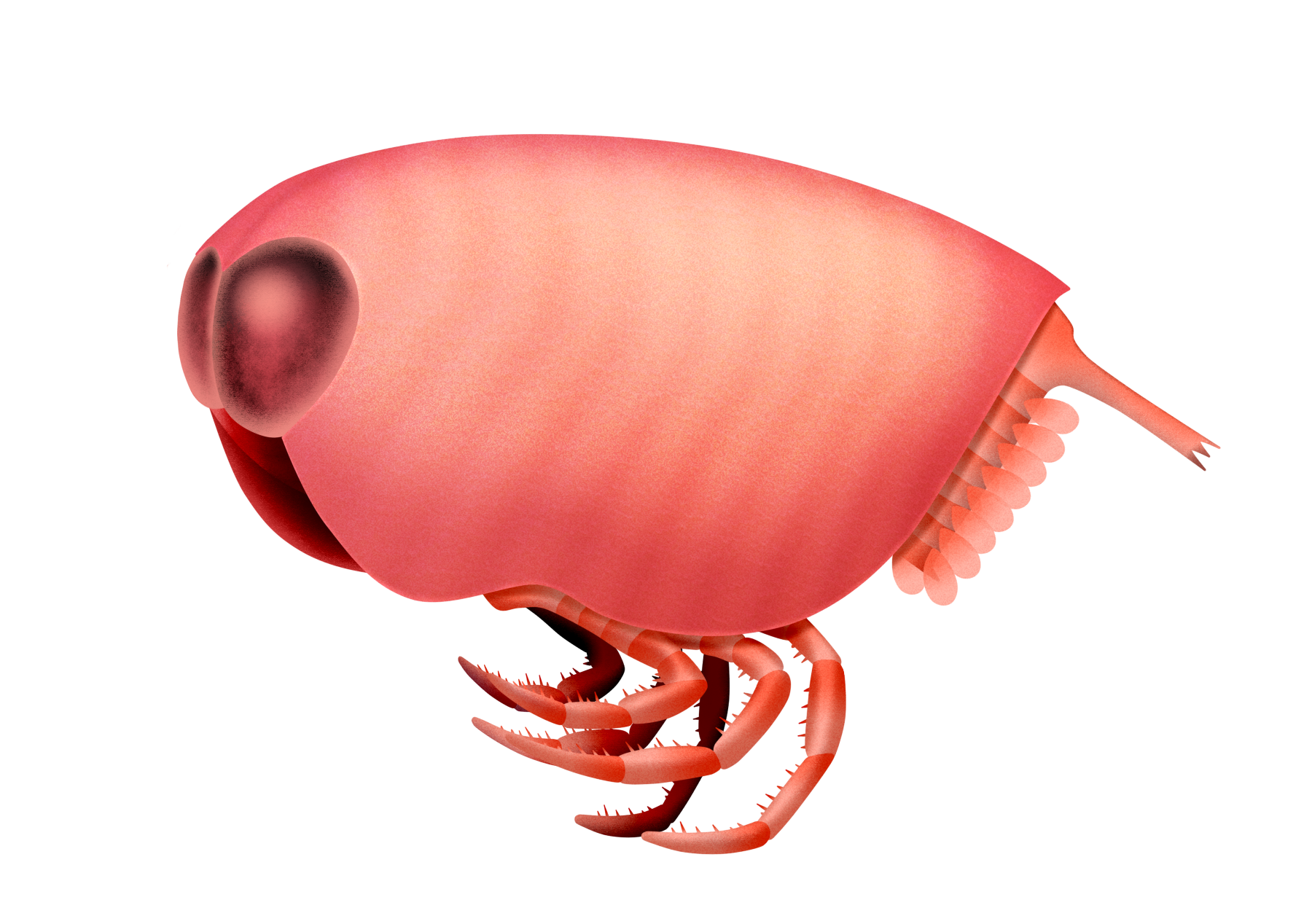
Concavicaris georgeorum

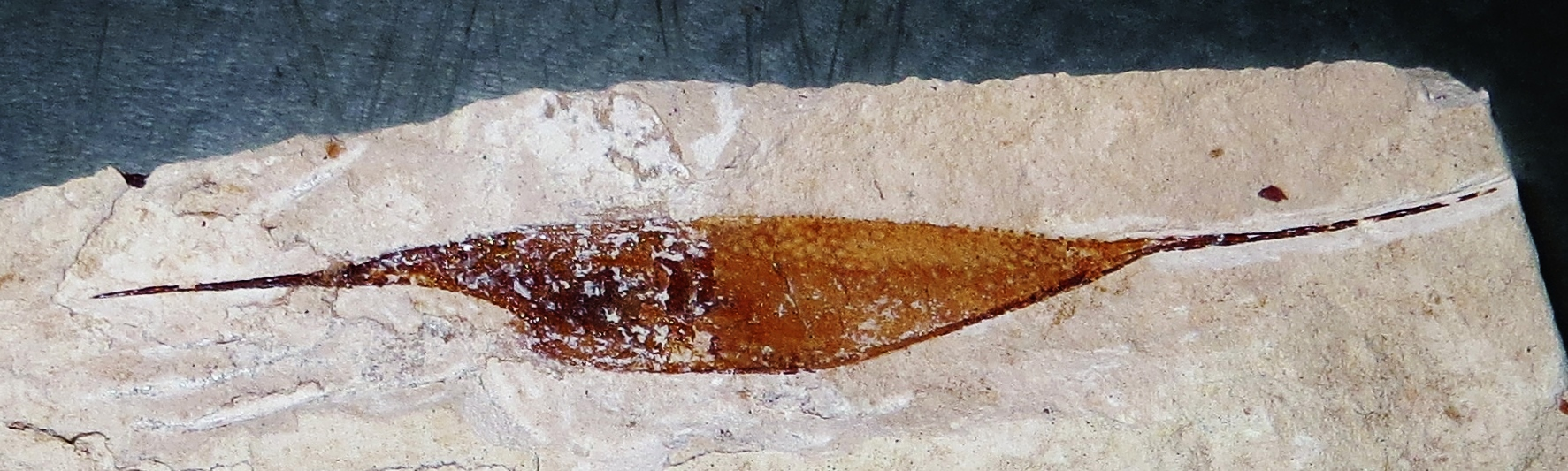
Protozoea hilgendorfi

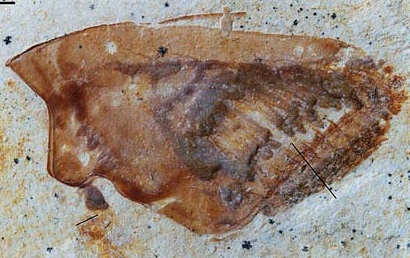
Mayrocaris bucculata

- 安琪虾属 Ankitokazocaris
- 始多罗虾属 Eodollocaris
- Falcatacaris[9]
- 属 Ligulacaris
- 属 Paraostenia
- 属 Polzia
- 属 Rugocaris
- 西里虾属 Silesicaris
- 属 Stoppanicaris[10]
- 属 Thylacares
- 维克托虾属 Victoriacaris
- 昆卡虾目 Concavicarida
  - 南方虾属 Austriocarididae
    - 南方虾属 Austriocaris
    - 扬子虾属 Yangzicaris

  - 科 Clausocarididae
    - 属 Clausocaris
    - 属 Convexicaris

  - 昆卡虾科 Concavicarididae
    - 昆卡虾属 Concavicaris
    - 哈利虾属 Harrycaris
    - 副昆卡虾属 Paraconcavicaris[11]

  - 微虾科 Microcarididae
    - 属 Atropicaris
    - 属 Ferrecaris
    - 基尔虾属 Keelicaris [12]
    - 微虾属 Microcaris
    - 袋头虾属 Thylacocephalus

  - 科 Protozoeidae
    - 属 Globulocaris[12]
    - 哈马提虾属 Hamaticaris [12]
    - Protozoea
    - 属 Pseuderichthus
- 目 Conchyliocarida
  - 多罗虾科 Dollocarididae
    - 多罗虾属 Dollocaris
    - 迈尔虾属 Mayrocaris
    - 副多罗虾属 Paradollocaris [12]
    - 袋虾属 Thylacocaris[12]

  - 东方虾科 Ostenocarididae
    - 基利安虾属 Kilianocaris
    - 东方虾属 Ostenocaris

## 外部連結
- 維基物種上的相關：袋头纲